# Giorgio Giorgis
Giorgio Giorgis (Roma, 23 d'abril de 1897 - Mar Mediterrani, 28 de març de 1941) va ser un militar italià.

## Biografia
Va néixer a Roma i fins i tot abans de fer 16 anys es va allistar a la Regia Marina, començant els seus estudis a l'Acadèmia Naval de Livorno i deixant-la el maig de 1916 amb el grau de guardiamarina. Va participar en la Primera Guerra Mundial i primer es va embarcar a l'Andrea Doria i després va passar al comandament del monitor Vortice; va ser ascendit a sotstinent de vaixell el 1917 i després a tinent de vaixell el 1918. Al final del conflicte va ser destinat a la Comissió de Control Internacional de Viena, mentre que entre 1922 i 1923 va assistir al curs superior i va obtenir càrrecs importants a casa i a l'estranger (per exemple on es va distingir en la reorganització de les forces navals iranianes. El 1933 va comandar el submarí Delfino.
El 1936 va ser assignat a l'Alt Comandament d'Àfrica Oriental i va ser ascendit a capità de vaixell el 1938 i després enviat a Tòquio com a agregat naval. Amb l'entrada d'Itàlia a la guerra a la Segona Guerra Mundial va tornar a Itàlia al comandament del creuer Fiume, amb el qual va participar en les batalles de Punta Stilo, del Cap Teulada i del cap Matapan; just al cap Matapan la nit del 28 de març de 1941, Fiume, que va intervenir per rescatar el Pola danyat per un torpede aeri, va ser colpejat per alguns cuirassats britànics i es va enfonsar. Giorgis, segons les informacions, tot i estar ferit, va decidir rebutjar qualsevol possibilitat de salvar-se i va intentar evitar l'enfonsament del creuer fins a l'últim moment.
Va ser guardonat amb la medalla d'or al valor militar a títol pòstum i va rebre un títol honorífic en enginyeria per la Universitat de Pàdua.

## Dates de promoció
Capita de navili – 1938
(...)
 Tinent de vaixell – 1918
 Sotstinent de vaixell - 1917
 Guardiamarina – 1916

## Condecoracions
Medalla d'Or al Valor Militar (a títol pòstum)
 Medalla de Bronze al Valor Militar (1917 i 1940)
 Creu de Guerra al Valor Militar (1940)
 Medalla commemorativa de la guerra 1915-1918
 Medalla commemorativa italiana de la Victòria de 1918
 Medalla commemorativa de la Unitat d'Itàlia